# Сван, Альфред
Альфред Сван (швед. Alfred Gomer Albert "Alf" Swahn; 20 августа 1879, Уддевалла, Гётеборг-Бохус — 16 марта 1931, Тобю, Стокгольм) — шведский стрелок, трёхкратный олимпийский чемпион, обладатель 9 олимпийских медалей. Сын также трёхкратного олимпийского чемпиона Оскара Свана.

## Карьера
1908 — Лондон
В 1908 Сван был членом шведской команды, которая выиграла золотую медаль в командной охоте на оленей и одиночной стрельбе. Он также участвовал в одиночном зачете по охоте и закончил соревнование на 25 месте.
1912 — Стокгольм
На 1912 летних Олимпийских играх он выиграл две золотые медали в охоте на оленей, а также одиночной стрельбе. 
Он также участвовал в следующих мероприятиях:
- стрельба по бегущему оленю, одиночная стрельба — четвёртое место;
- стрельба по тарелочкам — четвёртое место.

1920 — Антверпен
В 1920 году он выиграл две серебряные и одну бронзовую медаль. 
Он также участвовал в следующих мероприятиях:
- стрельба по бегущему оленю, одиночная стрельба — четвёртое место;
- стрельба по бегущему оленю, двойная стрельба — точное место не известно, возможно пятое.

1924 Париж
В 1924 году он выиграл одну серебряную и две бронзовые медали. 
Он также участвовал в следующих мероприятиях:
- командная стрельба по тарелочкам — пятое место;
- стрельба по бегущему оленю, одиночная стрельба — шестое место.